# Need for Speed (серія ігор)
Need for Speed (NFS) (укр. Жага швидкості) — серія гоночних відеоігор, випущена компанією EA і розроблена в декількох студіях, включаючи канадське відділення EA Black Box, британську компанію Criterion Games (розробників Burnout) і шведську Ghost Games. В даний час розробляється під брендом EA Sports. Канадський підрозділ компанії займався розробкою серії до 2002 року, коли контракт на випуск нової частини Need for Speed: Hot Pursuit 2 отримала інша компанія з Ванкувера - Black Box Games

## Історія
Перша гра The Need for Speed була випущена в 1994 році. Ігри серії представлені на чотирьох поколіннях ігрових систем, починаючи з п'ятого по восьме включно. Головною складовою ігор серії Need for Speed є гонки на різних автомобілях по різноманітних трасах та, іноді, поліцейські переслідування. Починаючи з Need for Speed: Porsche Unleashed серія має інтегрований в ігровий процес тюнінг автомобілів.
Need for Speed — найуспішніша гоночна серія комп'ютерних ігор у світі та ігрових медіафраншиз за всю історію. Станом на жовтень 2009 року було продано більше 140 мільйонів копій ігор серії.
У червні 2012 року було оголошено, що, після реструктуризації EA Black Box, Criterion Games повністю контролює медіафраншизу Need for Speed. У серпні 2013 року розробники Ghost Games і Ghost Games UK, а також Criterion Games об'єднали свої сили на доступну для огляду перспективу. Однак, у листопаді цього ж року стало відомо, що Need for Speed переходить під контроль EA Sports. Також стало відомо, що Electronic Arts уклала багаторічну партнерську угоду з гонщиком Кеном Блоком, який буде консультантом гонок медіафраншизи.
У лютому 2020 року Criterion знову отримали контроль над франшизою, випустивши перший реліз Need for Speed Unbound у 2022 році. Однак частина ранніх розробок, зокрема Need for Speed: Carbon, Need for Speed: Undercover, Shift, Shift 2, Need for Speed: The Run, були прибрані з каталогів. Сервери ігор були вимкнені 31 серпня 2021 року.

## Ігри серії

### Основна серія
Станом на 2025 рік існує 25 ігор основної серії:
1. The Need for Speed (1994);
2. Need for Speed II (1997);
3. Need for Speed III: Hot Pursuit (1998);
4. Need for Speed: High Stakes (1999);
5. Need for Speed: Porsche Unleashed (2000);
6. Need for Speed: Hot Pursuit 2 (2002);
7. Need for Speed: Underground (2003);
8. Need for Speed: Underground 2 (2004);
9. Need for Speed: Most Wanted (2005);
10. Need for Speed: Carbon (2006);
11. Need for Speed: ProStreet (2007);
12. Need for Speed: Undercover (2008);
13. Need for Speed: Shift (2009);
14. Need for Speed: Nitro (2009);
15. Need for Speed: Hot Pursuit (2010);
16. Shift 2: Unleashed (2011);
17. Need for Speed: World (2010);
18. Need for Speed: The Run (2011);
19. Need for Speed: Most Wanted (2012);
20. Need for Speed: Rivals (2013);
21. Need for Speed: No Limits (2015);
22. Need for Speed (2015);
23. Need for Speed: Payback (2017);
24. Need for Speed Heat (2019);
25. Need for Speed Hot Pursuit Remastered (2020);
26. Need for Speed Unbound (2022).

### Спін-офи
1. V-Rally (1997);
2. V-Rally 2 (1999);
3. V-Rally 3 (2002);
4. V-Rally 4 (en)[en] (2018).

## Ігровий процес

Need for Speed: Underground (2003)

Всі ігри серії Need for Speed (NFS) базуються на одних і тих фундаментальних правилах і володіють схожою механікою. У кожній грі гравець керує гоночним автомобілем, беручи участь в різних заїздах, мета яких — перемога. У режимі турнір/кар'єра, гравець повинен виграти серію гонок, щоб розблокувати транспортні засоби, траси та інше. Перед кожним заїздом, гравець вибирає автомобіль і (автоматичну або ручну) КП. Всі ігри серії мають вбудований багатокористувацький режим, який дозволяє змагатися один з одним через split — screen, локальну мережу або Інтернет.
Хоча всі ігри відносяться до однієї серії, їх тон і спрямованість відрізняються в тій чи іншій формі. Наприклад, в деяких іграх автомобілі можуть отримувати механічні та/або візуальні ушкодження, а в інших — машини зовсім не пошкоджуються. В одних присутня реалістична фізика, в інших модель поведінки автомобіля спрощена.
Need for Speed: Shift і його продовження акцентує принцип гоночного симулятора. У цих іграх гонки проходять по замкнутому колу на реальних — Нюрбургрінг, Лагуна Сека, — а також вигаданих вуличних трасах в Лондоні й Чикаго.
Більшість ігор серії включають в себе поліцейські переслідування. Гравець вільний грати за злочинця (завжди) або (опціонально, набагато рідше) за поліцейського; як злочинець, гравець повинен сховатися від поліції; як поліцейський, гравець повинен переслідувати злочинця. Поняття дрифт і драг були введені з грою Need for Speed: Underground. Ці нові механіки включені в режим турнір/кар'єра крім регулярних вуличних гонок. У змаганнях з дрифту, гравець повинен перемогти інших гонщиків, набравши більше очок, ніж його візаві; ці бали можна заробити тривалістю часу дрифту, зробленого на автомобілі гравця. У змаганнях з драгу гравець використовує автомобіль з механічною коробкою передач. Як і в звичайній гонці, гравець повинен фінішувати першим, щоб її виграти, хоча, якщо гравець врізається в перешкоду або перегрівається двигун його авто, гонка закінчується.
Поняття тюнінг автомобілів розвивалося з кожною новою грою. У більш ранніх іграх серії дана опція зосереджена головним чином на внутрішній механіці автомобіля, а не на зовнішньому вигляді. Кожна гра надає деяку форму тюнінгу автомобілів, яку можна встановити за допомогою перемикання опцій "вкл." і "викл." (тобто АБС, або контроль тяги), настройки опцій (тобто передня притискна сила, задня притискна сила, зміщення гальма, передавальні числа) або оновлення частин (тобто двигун, коробка передач). Від Underground до поточної гри (якої?), налаштування транспортних засобів схожі на ті, які були показані у фільмі «Форсаж» 2001 року. Тюнінг розділяється на дві категорії: візуальні зміни і налаштування продуктивності. Візуальний тюнінг автомобіля гравця стає важливим аспектом в режимі турнір/кар'єра після виходу Need for Speed: Underground 2. Зовнішній вигляд автомобіля гравця оцінюється за шкалою від нуля до десяти балів; візуально, чим більше очок, тим більша імовірність, що вона може бути показана у вигаданому автомобільному журналі. Коли автомобіль досягає досить високого візуального рейтингу, гравцеві кажуть, що його автомобіль має право бути на обкладинці журналу, після цього гравець повинен дістатися до певного місця, щоб зробити знімок транспортного засобу.
Як і всі гоночні ігри, серія ігор Need for Speed пропонує обширний список автомобілів, доступних для гравця. У грі представлений модельний ряд автомобілів, які фактично названі на честь своїх прототипів з реального життя. Автомобілі в серії підрозділяються на чотири категорії: суперкари, маслкари, тюнінговані і спеціальні транспортні засоби. Суперкари відрізняються високою продуктивністю дорогих європейських автомобілів, як Lamborghini Murcielago і Mercedes-Benz SLR McLaren або з деякими американськими моделями, такими як Chevrolet Corvette і Ford GT; маслкари представлені, в основному, американськими автомобілями, накшталт Ford Mustang, Dodge Challenger і Chevrolet Camaro, в той час як тюнінговані автомобілі містять в основному японський імпорт, як Nissan Skyline і Mitsubishi Lancer Evolution. Спеціальні транспортні засоби складаються з цивільних і поліцейських автомобілів, які доступні для використання в деяких іграх, або безпосередньо, або шляхом злому, такі як Ford Crown Victoria в Need for Speed: Hot Pursuit (2010), а також сміттєвози, пожежні машини і таксі в Need for Speed: Carbon.
Спочатку серії перегонів проходили в міжнародному масштабі, охоплюючи Австралію, Європу і Африку в числі інших місць. Починаючи з Underground, серія перемістилася у вигадані міста. Крім цього, доданий трафік з нерухомими перешкодами під час гонки. Римейк 2010 року Need for Speed: Hot Pursuit був першим, де реальні автомобілі, такі як Chevrolet Cobalt і Porsche Cayenne включені в міський трафік як транспортні автомобілі замість вигаданих моделей в попередніх іграх.

## Розробка та спін-офи серії
Серія Need for Speed була розроблена компанією Distinctive Software, студія відеоігор якої розташована у Ванкувері, Канада. До покупки цієї компанії Electronic Arts в 1991 році, вона вже створила популярні гоночні ігри, такі як Stunts і The Duel: Test Drive II. Після покупки, компанія була перейменована в EA Canada. Компанія спиралася на свій досвід в домені, коли вона приступила до розробки серії Need for Speed в кінці 1992 року. EA Canada продовжує розвиватися і розширюватися в розробці франшизи Need for Speed до 2002 року, коли інша ігрова компанія, також розташована у Ванкувері, мова йде про Black Box Games, укладає контракт на продовження серії під назвою Need for Speed: Hot Pursuit 2. Black Box Games була придбана компанією Electronic Arts незадовго до випуску гри, перейменована в EA Black Box і стала дочірньою компанією EA Canada. З моменту свого перейменування, EA Black Box був основним розробником серії в період 2002—2008 рр. EA зв'язалася з британською ігровою компанією Slightly Mad Studios, після запуску франшизи почалося зниження продажів і якості, після цього розробка ігор чергуються піврічними циклами між декількома студіями. В 2009 році, Slightly Mad Studios випустила Need for Speed: Shift, а також до EA приєдналася британська ігрова компанія Criterion Games зі своїм Hot Pursuit 2010 року. У 2011 році Slightly Mad Studios випустила сіквел Shift під назвою Shift 2: Unleashed; в цьому ж році EA Black Box був випущений Need for Speed: The Run після повсюдно мізерного за відгуками, які отримав в 2008 році їх Need for Speed: Undercover.
Коли в 1997 був випущений V — Rally, розроблений на базі європейської компанії Eden Studios, він не мав нічого спільного з попередніми іграми Need for Speed. Однак, EA купила права на назву гри і випустила її в Північній Америці, як Need for Speed: V-Rally. Далі Eden Studios розвиває свою серію – V — Rally 2 в Європі, в той же час EA випускає цю гру в Північній Америці, як Need for Speed: V — Rally 2. Однак, V — Rally 2 слідує тією ж формулою, що й інші ігри серії Need for Speed. В 1999 EA оголосила про плани зробити спін-оф серії Need for Speed, реліз Need for Speed: Motor City. Однак, пізніше заявили про те, що гра не буде включена у франшизу Need for Speed, що спін-оф серії ніколи не вироблявся, і гра була перейменована в Motor City Online.

## Випуски

### Перше покоління
Перша і найдовша ера франшизи Need for Speed була в основному зосереджена на розкоші спортивних і екзотичних автомобілів; багато з яких європейські, хоча кілька американських і японських моделей були в іграх. Ера зосереджена на водінні по екзотичних місцях і дорогах, була також відома високою деталізацією автомобіля з видом з кабіни (тільки в першій ері ігор до 2009 року з виходом Shift, водій розміщений у кабіні). Ера також відома поліцейськими погонями і поліцейськими автомобілями, більшість з яких були іграбельні, що стали основним елементом франчайзингу в цілому. Ера почалася з оригінальною грою Road & Track Presents: The Need for Speed і закінчилася з Need for Speed: Hot Pursuit 2.

#### The Need for Speed(1994)
Оригінал The Need for Speed був випущений для 3DO в 1994 році, незабаром після цього були наступні версії для PC-DOS (1995), PlayStation і Sega Saturn (1996). Спеціальне видання The Need for Speed було випущено тільки для системи DOS. У наступних версіях на ПК тільки для Windows.
Перший випуск в серії був однією з усього лише двох серйозних спроб, щоб забезпечити реалістичну модель керованості автомобіля і фізики без аркадних елементів (другий Porsche Unleashed). Electronic Arts спільно з автомобільним журналом Road & Track домоглися в грі відповідності з поведінкою реального автомобіля, в тому числі відтворення звуку важеля управління коробкою передач. Гра також містить точні дані про транспортний засіб з усними коментарями, як «стилістика журналу» із зображенням інтер'єру та екстер'єру кожного автомобіля, включаючи навіть короткі відеоролики, покладені на музику.
Більшість автомобілів і трас доступні на початку гри, і мета полягає в тому, щоб розблокувати решту, вигравши всі турніри. Перша версія є погонею з поліцейськими автомобілями, які залишаються популярною темою протягом всієї серії — так звані Hot Pursuit видання (Need for Speed III: Hot Pursuit, Need for Speed: High Stakes, Need for Speed: Hot Pursuit 2, Need for Speed: Most Wanted, Need for Speed: Carbon, Need for Speed: Undercover, Need for Speed: Hot Pursuit (2010)) і продаються краще на ринку, ніж проміжні версії. У початковій версії також фігурує неприємний суперник, який насміхався над гравцем, якщо комп'ютер вигравав гонку або гравець був заарештований (якщо гравець попереджений кілька разів).
Інша версія гри, розроблена 1995 року, яка дістала назву The Need for Speed: Special Edition, вийшла 1996 року тільки для CD-ROM на ПК з рекомендованою підтримкою DirectX 2 і TCP/IP. Це видання містить у собі: дві нові траси, зміну часу доби для більшості трас (ранок, день і вечір), і різні поліпшення рушія гри.

#### Need for Speed II(1997)
Need for Speed II представляє деякі з найбільш рідкісних і екзотичних автомобілів, коли-небудь доступних, включаючи концепткар Ford Indigo, а також траси в країнах Північної Америки, Європи, Азії та Австралії. Це перша гра для PlayStation, в яку можна було пограти з контролером NeGcon, а також Dual Analog Controller і DualShock.
У гру також був введений новий режим гонок, під назвою «Knockout», де кожен останній гонщик, завершивши коло буде вибувати з гонки до тих пір, поки залишається лідер, і виграє. Відмовившись від реалізму першої частини, друга — надає більш аркадний стиль гри, зберігаючи при цьому хитромудрий дизайн рівнів. Крім того, дизайн траси став більш відкритим, гравці можуть тепер з'їжджати з асфальту, і навіть зрізати через поля, щоб скоротити маршрут.
Спеціальне видання цієї гри, з підтримкою Glide, тоді зростаючого 3D — графічного стандарту, використовуваного в 3dfx Voodoo і Voodoo2 відеокартах — Need for Speed II: Special Edition містить у собі одну бонусну трасу і екстракари.

#### Need for Speed III: Hot Pursuit(1998)
У Need for Speed III: Hot Pursuit доданий режим «Hot Pursuit», в якому гравцеві належить відірватися від переслідування поліції, або бути поліцейським, заарештовуючи лихачів.
Гра використовує мультимедійні можливості CD-ROM, надаючи аудіо коментарі, слайд-шоу з фотографій під музику. Варто відзначити, що з цієї гри зникли «ті, які так полюбилися» всім відеоролики, які показували знамениті моделі автомобілів на реальних тест-драйвах. Версія для ПК була першою грою в серії з підтримкою апаратного прискорення Direct3D. Версія для PlayStation відрізнялася набором автомобілів і початковою заставкою. Ця гра також є першою в серії, яка дозволяє завантажити додаткові автомобілі з офіційного сайту.

#### Need for Speed: High Stakes / Road Challenge(1999)
Гра Need for Speed: High Stakes була випущена влітку 1999 року і локалізована по всьому світу під різними назвами: High Stakes (Північна Америка і Австралія), Road Challenge (Європа і Бразилія), Conduite en etat de liberte (Франція), Brennender Asphalt (Німеччина).
High Stakes представляє кілька типів гри: High Stakes, Hot Pursuit (Classic, Getaway, Time Trap) і кар'єра. High Stakes — це гоночний режим (в кар'єрі), в якому призом стає машина програвшого. Hot Pursuit — це класичний режим переслідування, який був доданий з попередньої гри серії Need for Speed. Режим Getaway, де від гравця потрібно за певний час відірватися від численних поліцейських автомобілів, які його переслідують. Режим Time Trap, де гонщик повинен закінчити певну кількість кіл за встановлений час, а поліцейські автомобілі намагаються уповільнити його. Режим Кар'єри передбачає систему грошової винагороди, що дозволяє гравцеві здобувати нові автомобілі і збільшувати продуктивність, беручи участь в гонках і заробляючи гроші. Іншим нововведенням є введення моделі ушкоджень. У транспортних засобів, які брали участь у ДТП, помітні пошкодження кузова і втрата продуктивності. У режимі Кар'єри після гонки, гравець отримує можливість відремонтувати свій автомобіль. Режим також дозволяє гравцям, притому вперше, удосконалити продуктивність, хоча ця функція полягає просто з перемикання між трьома рівнями модернізації для кожного автомобіля.
У версії для PlayStation, випущеної на кілька місяців пізніше версії для ПК, поліпшений геймплей. Крім цього, тільки у версії для ПК всі нові траси були перенесені з NFS III без додаткової обробки. Також іграшку характеризує продвинутий штучний інтелект; всього у грі представлено п'ять відомих типів штучного інтелекту, таких як Nemesis, Bullit, Frost, Ranger, і Chump з різними динамічними характеристиками. Крім того, Aston Martin DB7 вже був у релізі при запуску, в той час як у версії для ПК гравці повинні були спочатку завантажити його з Інтернет, щоб потім використовувати його у грі. Також у версії для PlayStation, McLaren F1 GTR був заснований на базі моделі Long Tail з витягнутим кузовом, випущеної в 1997 році, в той час як у версії для ПК — був на базі оригінальної моделі 95-96 рр…

#### Need for Speed: Porsche Unleashed(2000)
Наступна гра під назвою Need for Speed: Porsche Unleashed була випущена в 2000 році. Відома, як Porsche Unleashed (Північна Америка і Латинська Америка), Porsche 2000 (Європа) або просто Porsche (Німеччина) і на відміну від попередніх релізів серії Need for Speed, ця гра повністю присвячена автомобілям марки «Porsche». Був представлений практично весь модельний ряд, починаючи з 1950 року і закінчуючи 2000 роком. Щоб розблокувати всі автомобілі в хронологічному порядку, гравець повинен був вигравати гонки в режимі Evolution. Також гра містить режим Factory Driver, де гравець на посаді заводського водія-випробувача мав перевірити автомобілі на тест-драйвах з різними трюками, просуваючись далі у своїй кар'єрі.
Крім основної гри, це видання містить ілюстрований довідник та історичні відеоролики по автомобілях марки «Porsche». Інформація розбита по рокам і доступна по розділам — гоночні моделі, 911-серія, лінія 356, моделі 924/944/968 та 914/928/Boxster.
Версія гри для PlayStation сильно відрізняється від версії для ПК, як в ігровому, так і в графічному плані.

#### Need for Speed: Hot Pursuit 2(2002)
Need for Speed: Hot Pursuit 2 був дебютом в серії Need for Speed для новосформованої студії EA Black Box (створена після купівлі Black Box Games в Ванкувері), і першою в серії Need for Speed, випущеної для шостого покоління ігрових приставок. Різні версії гри були випущені для кожної ігрової платформи: Xbox-, GameCube- і ПК-версії були розроблені в EA Seattle, в той час як версія для PlayStation 2 була розроблена EA Black Box у Ванкувері.
Гра продовжує концепції Need for Speed III: Hot Pursuit і містить в собі всі напрацювання попередніх ігор. У новій грі також представлений режим переслідування, де значно вдосконалений ші поліцейських. У гонитві бере участь вертоліт, який скидає бочки з пальним на автомобіль порушника.
Need for Speed: Hot Pursuit 2 є також першою грою в серії Need for Speed, що відмовилася від оригінального інструментального саундтрека з композиціями у жанрах рок / техно, на користь пісень у виконанні артистів, ліцензованих під лейблом EA Trax.

### Друге покоління
Друга ера сильно відхилилася від оригінальних коренів. Екзотичні автомобілі з мальовничими місцями були прибрані з наступних ігор, split — screen теж був вирізаний, і жодна з ігор не надає вид з кабіни. Друга ера заснована на незаконних вуличних гонках, популяризованих франшизою «Форсаж». Екзотичні європейські спортивні автомобілі були вирізані з ігор, але знову з'явилися в Most Wanted (серед яких були представлені популярні тюнінговані автомобілі поряд з японським імпортом). Ігри надають настройку автомобіля, вперше включену в High Stakes, удосконалення продуктивності (також з High Stakes), а також доступна нова функція візуального налаштування, яка лягла в основу решти ігор цієї ери. Друга ера також містить сюжетну лінію в іграх, кінематографічні відеоролики, і карту відкритого світу, а не закриті треки. Ferrari також перестав брати участь у серії, і не повернувся за все друге покоління ігор і більшість третього. Ера почалася з Need for Speed: Underground і закінчилася на Need for Speed: Undercover, хоча Undercover була першою грою, де застосовувалося поточний накреслення франшизи і логотип.

#### Need for Speed: Underground(2003)
Гра Need for Speed: Underground була розроблена студією EA Black Box і випущена 17 листопада 2003. Це була перша гра серії Need for Speed з високими системними вимогами. Більшість нових елементів у Underground пізніше стали визначальним критерієм для наступних ігор серії Need for Speed.
Underground запропонував перехід від напівпрофесійних гонок і обмежених змагань до нелегальних вуличних перегонів серії аркадних автосимуляторів: всі змагання тепер є частиною єдиної карти Олімпік Сіті, крім дрифту. Underground надає три нових режими гри (дрег, дрифт і спринт) і більше можливостей для тюнінга, ніж в попередній спробі з грою High Stakes. Underground є також першою грою в серії, де є сюжет з відеозаставками. Ця повне перезавантаження франшизи.
Underground представляє тюнінговані автомобілі і фокусується на розвинутій культурі тюнінгу, показаної у фільмах «Форсаж» і «Подвійний форсаж». Ця гра також становить якусь конкуренцію серії Midnight Club. Гра має безліч параметрів налаштування, таких як широкофюзеляжні обважування, бампера, спойлери, колеса, витяжки, повітрозабірники, затемнення вікон, неонове освітлення, таблички, вініли, забарвлення і поліпшення технічних характеристик, таких як двигун і закис. Місто у вуличних гонках є основою у грі.

#### Need for Speed: Underground 2(2004)
Need for Speed: Underground 2, сиквел комерційно успішного хіта Need for Speed: Underground. Був випущений 15 листопада 2004 року. Демо-гру було вміщено як пасхальне яйце з написом «late» на диску з грою Burnout 3: Takedown у співпраці EA Games і Criterion Games. У повній версії Underground 2 також є демо-версія Burnout 3.
У Underground 2, історія продовжиться, але є й нові ігрові режими, такі, як Underground Racing League і Street X, нові та додаткові параметри налаштування, а також новий метод вибору гонок — просто роз'їжджаючи містом (аналогічно серії ігор Grand Theft Auto, а також грі Midnight Club II) і вибираючи «маяки» для участі в гонці. Також представлений режим «outrun», в якому гравець може кинути виклик випадковому противнику на дорозі, лідер гонки спробує відірватися від суперника, щоб перемогти (аналогічно Tokyo Xtreme Racer). У Underground 2 гравцеві також надано декілька позашляховиків SUV, на яких можна брати участь в гонках проти інших гонщиків.
Функції налаштування в грі були значно розширені, реально змінюючи ефективність продуктивності транспортного засобу. Звукові системи можна покласти в багажник машини, але толку від цього немає, крім заставки флеш ролика на екрані. Також в грі широко представлені бренди компаній, які ніякого відношення до автогонок не мають, наприклад Cingular Wireless, американська компанія бездротового зв'язку. Інтеграція логотипу цієї компанії в системі обміну повідомленнями і його відображення на екрані помітно протягом більшої частини гри. Крім цього, іграшка має велику кількість налаштувань.
Продуктивність і керованість автомобіля залежить не тільки від автозапчастин, куплених в магазині, але й косметичних змін, таких як спойлери і витяжки, які впливають на притискну силу автомобіля.
Need for Speed: Underground Rivals була першою грою в серії Need for Speed, випущеної для PlayStation Portable. Це інша іграшка, на відміну від Need for Speed: Underground 2, тут відсутня вільна їзда та перелік автомобілів досить обмежений. Гра була випущена 24 лютого 2005 року в Японії, 14 березня 2005 року в Північній Америці 1 вересня 2005 року в Європі. Платинове видання випущено в Європі 30 червня 2006 року.

#### Need for Speed: Most Wanted(2005)
Need for Speed: Most Wanted розроблена студією EA Canada, вийшла 15 листопада 2005 року, і була однією з перших ігор, випущених для Xbox 360. Вона була випущена на Nintendo GameCube, Xbox 360, PlayStation 2, Xbox, Game Boy Advance, Microsoft Windows і Nintendo DS. Портативна версія Most Wanted для PlayStation Portable називається Need for Speed: Most Wanted 5-1-0.
У серію знову повернулися поліцейські переслідування, що становлять значну частину ігрового процесу, включаючи основні аспекти Need for Speed: Underground 2, але з менш великими можливостями для тюнінгу автомобіля, ніж у попередніх іграх Underground. Параметри налаштувань покращилися пізніше в інших іграх серії Need for Speed. У режимі кар'єри представлені суттєві відмінності від Underground. Комп'ютерні спецефекти у поєднанні з живою грою акторів, технологія, яка застосовувалася в пізніших іграх, таких як Need for Speed: Carbon. У режимі також представлений «Чорний список», що складається з 15-ти гонщиків, з якими гравцеві належить змагатися по ходу проходження один на один, розблокувавши при цьому автозапчастини, автомобілі, траси, щоб повністю завершити кар'єру. Гравець повинен відповідати певним вимогам, перш ніж він зможе взятися за наступного суперника в «Чорному списку», наприклад виграти перегони, заробити рейтинг тощо.
Спеціальне видання Need for Speed: Most Wanted Black Edition містить: додаткові траси і кілька бонусних автомобілів, зокрема і спеціально налаштований BMW E46 (М3) GTR, класичний 1967 Chevrolet Camaro, червоний Chevrolet Corvette C6.R, і деякі інші, а також у нього входить DVD — за лаштунками гри. Обидві версії Most Wanted доступні для PlayStation 2, Xbox, Nintendo DS, і ПК на базі Windows. Стандартне видання Most Wanted залишилося доступним тільки для GameCube і Xbox 360 («Black Edition» так і не був розроблений для цих платформ). Black Edition виготовлений до десятиліття серії Need for Speed.
Most Wanted мав вельми позитивні відгуки і отримав загальне визнання від рецензентів багатьох ігрових сайтів і журналів, які відзначили графіку і звукові ефекти в грі. Перезапуск гри, також під назвою Need for Speed: Most Wanted, відбувся в 2012 році британською компанією Criterion Games, відповідальною за розробку.

#### Need for Speed: Carbon(2006)
Гра Need for Speed: Carbon була розроблена студією EA Black Box і випущена 31 жовтня 2006 року для ПК, PlayStation 2 і Xbox 360, а також це перша гра в серії для PlayStation 3 і Wii, і остання гра в серії для Nintendo GameCube та Xbox. У версії для Wii немає онлайн-гри, щоб повною мірою використати можливості контролерів Wii Remote і Nunchuk. Пізніше гра була портована на PlayStation Portable як Need for Speed: Carbon Own The City.
Carbon продовжує історію гравця з Most Wanted, однак, в цій грі поліція менш активна. Крім цього, Carbon повертає гонки в нічний час, вибір автомобілів, аналогічний Most Wanted, в тому числі компактних і спортивних, в поєднанні з американськими маслкар і суперкарами. Основним нововведенням в Carbon стане можливість сформувати «команду» і вибирати помічників з різними здібностями для участі в гонках.
У цій грі відсутній драг-рейсинг, проте в серію знову повернувся дрифт. Крім цього, був доданий новий тип гонки «Canyon Duel», де гравець чергуючись з ігровим босом, мчить вниз по каньйону, намагаючись при цьому триматися якомога ближче до лідера, наскільки можливо. Як правило, гонка проходить у два етапи. Переможець визначається за кількістю зароблених очок. Якщо ще на першому етапі вийде вирватися вперед — обігнати противника і утримати лідерство протягом 10 секунд, вам автоматично зарахують перемогу і другого етапу не буде. За кожне, нехай навіть не навмисне, зіткнення з противником віднімається 5000 очок.
Ще одним нововведенням є опція «Autosculpt», що дозволяє гравцям самостійно виготовити свої власні деталі, змінюючи дорожній просвіт, колеса, ковпачки та інші частини. На обкладинці гри розміщені Mitsubishi Lancer Evolution IX і Dodge Challenger, на передній обкладинці колекційного видання тільки Mitsubishi Lancer Evolution IX.
Колекційне видання гри Need for Speed: Carbon Collector's Edition містить 4 ексклюзивних автомобіля, 10 попередньо налаштованих автомобілів, 6 нових трас, 3 унікальних змагання, 10 унікальних вінілів і бонусний DVD, де показано як створювався Carbon і представлені всі автомобілі, що використовуються в грі. Це видання вирізняє особлива упаковка з металевою обробкою і альтернативна обкладинка. Хоча версія для MAC не відображує на екрані назву колекційного видання, воно все одно містить всі його особливості.

#### Need for Speed: ProStreet(2007)
Need for Speed: ProStreet продовжує серію Need for Speed. Гра була розроблена студією EA Black Box і випущена 13 листопада 2007 року в Північній Америці та 23 листопада 2007 року в Європі.
ProStreet повертає гравців до реалістичних автосимуляторів (замість аркадних гонок у попередніх іграх серії Need for Speed). До основних особливостей цієї гри належать реалістичні пошкодження з повним вигоранням автомобіля. У Need for Speed: ProStreet відсутній режим вільної їзди, коли гравцеві можна було вільно роз'їжджати по вулицях міста. Замість цього, всі заїзди проходять на закритих гоночних трасах. У Need for Speed: ProStreet представлені різні типи перегонів: грип, дрег, дріфт, швидкість.
Російську версію гри Need for Speed: ProStreet в 2007 році озвучив Микола Фоменко.

#### Need for Speed: Undercover(2008)
Гра Need for Speed: Undercover була розроблена студією EA Black Box і випущена 18 листопада 2008 року. Гра мала значно більш тривалий цикл розробки, ніж її попередники, зайнявши 16 місяців. Президент EA Games Френк Гібо (англ. Frank Gibeau) заявив, що внаслідок того, що продажі ProStreet не виправдали надій, покладених ЕА на гру, франшиза повернеться до свого «коріння» з низкою особливостей, зокрема відкритими світом гонок і новим режимом битви на шосе. Нова гра отримала середні оцінки, але оцінювалася вище ніж ProStreet.
"Під прикриттям" також зосереджена на тюнінгу і поліцейських погонях, як Need for Speed: Most Wanted. У грі представлено більше 50 автомобілів. Дія гри відбувається у вигаданому місті Трі-Сіті (англ. Tri-City Bay). За сюжетом гравець в ролі поліцейського під прикриттям намагається зупинити гонщиків. Реліз містить відеоролики з реальними акторами, серед яких можна побачити актрису Меггі Кью в ролі Чейз Лінн. У грі також присутня система пошкоджень, частини кузова відвалюються після аварії. Однак, гравець не повинен платити за ремонт, на відміну від Need for Speed: Pro Street, автомобіль автоматично буде відновлений після кожної гонки.
Колекційне видання Need for Speed: Undercover Collector's Edition для PlayStation 3 та Xbox 360 додає в гру 5 нових машин і 12 нових трас, спринт та гонку з контрольними точками. Також містить спеціально налаштовані версії 10 — та існуючих автомобілів, які доступні у швидкій гонці і онлайн режимах, плюс 35 ексклюзивних вінілів для додавання унікального візуального стилю до будь-якого автомобіля.
Гра працює на багатьох мобільних пристроях. Доступна для покупки і завантаження в iTunes Store в розділі App Store для iPod touch і iPhone, і в Palm App Catalog для Palm Pre, і Windows Mobile. Це також остання гра в серії випущена для PlayStation 2.

### Третє покоління
Третя ера частково повернулася до коріння, також помітно, що в процесі створення досліджували різні типи гоночних ігрових жанрів. Запозичені елементи з інших представників, таких як серія ігор Gran Turismo, а також зроблений ремейк популярних раніше ігор Need for Speed III: Hot Pursuit (1998) і Need for Speed: Hot Pursuit 2 (2002).

#### Need for Speed: Shift(2009)
Гра Need for Speed: Shift була розроблена компанією Slightly Mad Studios і випущена 15 вересня 2009 року. Need for Speed: Shift знову повертає гравця в світ легальних кільцевих гонок, але тепер акцент зроблено на реалізм.
На відміну від попередніх ігор серії Need for Speed, орієнтованих на аркадні гонки, Need for Speed: Shift являє собою гоночний симулятор. Гра містить більше 60-ти автомобілів, які представлені в 4-х класах, 19 трас, деякі з яких фактично ліцензовані для цієї гри, інші вигадані. На додаток до поліпшеного симулятору водіння і адаптивної складності, гра додає вид з кабіни, який був відсутній у серії після виходу Need for Speed: Porsche Unleashed.
Спеціальне видання гри Need for Speed: Shift Special Edition містить спеціально налаштований BMW M3 GT2 і трасу Елітної Серії. Для гри окремо були випущені два завантажуваних контенту: Ferrari DLC Pack, містить 10 автомобілів Ferrari і 46 змагань конкретно для Ferrari в режимі кар'єри. Це оновлення доступне тільки на Xbox 360 за 800 Microsoft Points.
Exotic Racing Pack, містить автомобілі — McLaren MP4−12C, BMW M1, Gumpert Apollo і Honda NSX, а також нові гонки, новий чемпіонат і ще 5 трофеїв. Це оновлення доступне для PlayStation 3 та Xbox 360.

#### Need for Speed: Nitro(2009)
Need for Speed: Nitro є першою грою в серії Need for Speed, розробленою спеціально для Nintendo DS і Wii, що показує аркадний стиль гри і призначена для цільової аудиторії споживачів казуальних ігор. Need for Speed: Nitro був випущено 3 листопада 2009 року в Північній Америці і 6 листопада 2009 року в Європі. Багатокористувацька версія була доступна на Facebook.

#### Need for Speed: Nitro-X (2010)
Need for Speed: Nitro-X — черговий випуск в серії, а також сіквел оригінальної гри Need for Speed: Nitro 2009 року. Нова гра була анонсована незабаром після E3 2010, коли EA повідомили деталі про переведення серії Need for Speed на сервіси завантаження цифрової дистрибуції DSiWare сумісної з DSi/XL і 3DS системами. Гра була випущена 15 листопада 2010 року в Північній Америці і 26 листопада 2010 року в Європі. У Need for Speed: Nitro-X були додані оновлення, такі як 18 ліцензованих автомобілів, поліцейські підрозділи, яких взагалі не було раніше, для користувача настройки в грі з використанням DSi камери, оновлені 16 трас у всіх оригінальних локаціях, змінено режим кар'єри, локальний мультиплеєр за участю до 4-х гравців, а також нові нагороди і можливості. Гра випускалася у вигляді цифрової дистрибуції і була оцінена досить високо (800 + Nintendo Points).

#### Need For Speed: World(2010)
Need For Speed: World — free-to-play MMO гоночна гра виключно для ПК на базі Windows.
Ігровий процес орієнтований на незаконні гонки, тюнінг і поліцейські погоні. Крім цього, в Need for Speed World представлені майже точні копії Рокпорт сіті (з Need for Speed: Most Wanted) і Пальмонт сіті (з Need for Speed: Carbon). Реліз Need for Speed World в Азії був спочатку запланований на літо 2009 року, проте, гра не була випущена в той час. У жовтні 2009 року було запущено відкрите бета-тестування для жителів Тайваню. Офіційний реліз у всьому світі відбувся тільки 27 липня 2010 року.
Бета-версія було запущено 2 червня 2010 року. Гра була випущена для гравців, у яких був стартовий пакет на 20 липня 2010 і 27 липня 2010 року. Гравці, які попередньо не придбали стартовий пакет не могли прогресувати далі 10-го рівня; максимальний рівень для таких гравців був видалений 8 вересня 2010-го, відтоді дозволивши всім гравцям прогресувати у грі.

#### Need for Speed: Hot Pursuit(2010)
Need for Speed: Hot Pursuit була розроблена британською компанією Criterion Games і видана Electronic Arts 16 листопада 2010 року. Нова гра зосереджена на гонки і поліцейські погоні. Hot Pursuit, як випливає з назви, повертає серію до коріння, і створений за мотивами оригінальних ігор серії Need for Speed, випущених для 3DO. На виставці E3 2010 гра отримала нагороди в номінаціях «Best Racing Game» і «Best of E3».
У грі представлені більш ніж 60 автомобілів, більшість з яких доступні як для гонщиків, так і для поліцейських, але деякі є ексклюзивом для обох сторін. Більшість з них є екзотичними автомобілями — Lamborghini Reventón, McLaren F1, Bugatti Veyron і Pagani Zonda Cinque. На відміну від попередніх ігор серії Need for Speed, в цій грі відсутні налаштування автомобіля. Дія гри відбувається у вигаданій сільській місцевості Сікрест (англ. Seacrest County), де пейзаж варіюється від густих лісів до снігових гір і до пустель. Режим «Free Roam» у грі дозволяє досліджувати місцевість. Гравець може грати за гонщика, а також за поліцейського, для кожної сторони присутній окремий режим кар'єри. У грі також присутня зброя і поліція використовує спеціальні засоби, щоб зупинити гонщика.
Головною особливістю Need for Speed: Hot Pursuit є система Autolog для гри в Інтернет, яка відстежує прогрес гравців і надає порівняльну статистику, при цьому гравці можуть відправляти свої коментарі та фотографії на Facebook під час гри.
Спеціальне видання цієї гри Need for Speed: Hot Pursuit Limited Edition надає гравцям доступ до ексклюзивних гоночних версій автомобілів — Alfa Romeo 8C Competizione і Ford Shelby GT500. Це видання також містить 4 автомобілі, розблокованих вже спочатку гри (поліцейські версії Porsche Cayman S і Dodge Challenger SRT8 та гоночні версії Audi TT RS Coupe і Chevrolet Camaro SS). Різні DLC були випущені для гри:
- The Super Sports Pack, містить 13 нових подій, додаткові трофеї/досягнення та 3 нових автомобілі — Porsche 911 GT2 RS, Gumpert Apollo S і Bugatti Veyron Super Sport.
- The Armed & Dangerous Pack, містить 2 нових режими гри онлайн — «Most Wanted» і «Arms Race», а також 3 трофея/досягнення.
- The Lamborghini Untamed Pack, містить 3 автомобілі марки «Lamborghini» — Lamborghini Diablo SV, Lamborghini Countach і Lamborghini Sesto Elemento, а також 10 нових подій і 4 трофея/досягнення.
- The Porsche Unleashed, містить 3 автомобілі марки «Porsche» — Porsche 911 Turbo, Porsche 959 і Porsche 911 Speedster, а також 10 нових подій і 4 трофея/досягнення.

#### Shift 2: Unleashed(2011)
Shift 2: Unleashed був розроблений Slightly Mad Studios і випущений 29 березня 2011 року. Shift 2: Unleashed є сиквелом Need for Speed: Shift 2009 року. Нова гра істотно розширює геймплей, додаючи додаткові можливості — все, чого не вистачало оригіналу.
Shift 2: Unleashed містить у собі функції системи Autolog, яка дозволяє відстежувати прогрес всіх гравців, а також їх досягнення і найкращий час кола. У грі представлено більше 140 ліцензованих автомобілів, доступних для гонок і тюнінгу. Крім цього, гра містить більш насичений режим кар'єри з нічними гонками, надаючи гравцю вид з камери, прикріпленої на шоломі гонщика. У грі було зроблено багато незначних поліпшень, включаючи поліпшену фізику автомобіля і повну модель пошкоджень.
Спеціальне видання цієї гри Shift 2: Unleashed Limited Edition містить 3 автомобілі, розблокованих вже спочатку гри (Nissan Silvia Spec-R Aero, Alfa Romeo Giulietta QV і Lamborghini Murciélago LP640) і додає 37 додаткових гонок в кар'єрі. Різні DLC були також випущені для цієї гри:
- The Legends Pack, містить 13 класичних автомобілів періоду 1960-1970-х рр.
- The Speedhunters Pack, містить 2 нових режими гри, «Drag» і «Standing Mile», а також 14 нових автомобілів.

#### Need for Speed: The Run(2011)
Need for Speed: The Run був розроблений основним розробником серії Need for Speed студією EA Black Box і випущений 15 листопада 2011 року. Нова гра, як і всі попередні ігри від EA Black Box, також зосереджена на світі нелегальних вуличних гонок. Сюжетна лінія слідує по США від Сан-Франциско до Нью-Йорка.
У грі представлений Quick Time Event і вперше в історії Need for Speed гравець виходить з автомобіля і подорожує пішки. Need for Speed: The Run заснований на рушії Frostbite 2 від DICE, вперше створена гра не була шутером, це також один з перших консольних проєктів, що використовують такий рушій. Крім цього, в Need for Speed: The Run також задіяний Autolog, який відстежує кар'єрний ріст і надає порівняльну статистику.
Гравцеві наданий широкий вибір реальних транспортних засобів, в числі яких маслкар, тюнінговані та екзотичні автомобілі. Параметри кожного автомобіля можна змінити за збільшенням продуктивності, а також візуально оновлюючи (забарвлення і обвіси). Присутні косметичні набори накладок в комплекті Style Pack та набори, які впливають на аеродинаміку і продуктивність, в комплекті Aero Pack. XP («очки» досвіду) система використовує для розблокування автомобілів і подій.
Спеціальне видання цієї гри Need for Speed: The Run Limited Edition містить 3 ексклюзивних автомобіля (Lamborghini Aventador, Chevrolet Camaro ZL1 і Porsche 991 Carrera S) і 5 ексклюзивних змагань з бонусними нагородами та досягненнями.

### Четверте покоління

#### Need for Speed: Most Wanted (2012)
Need for Speed: Most Wanted, розроблено британською компанією Criterion Games і випущено 30 жовтня 2012 року. Це ремейк однойменної гри 2005 року Need for Speed: Most Wanted. І перша гра в серії Need for Speed, яка повністю була зроблена Criterion Games, витіснивши EA Black Box.
Гра являє відкритий світ гонок, де більшість автомобілів, приховані в різних локаціях, доступні вже з самого початку гри. Вона також має чорний список з 10-ти, а не 15-ти чоловік, але без сюжету. Крім цього, задіяний Autolog 2.0. Удосконалення продуктивності доступні для всіх автомобілів у грі, такі як шасі, шини, закис, і кузов. Основні етапи і досягнення будуть розблоковані по завершенні перегонів, прориваючись через рекламні щити, прискорюючись, проїжджаючи повз камер стеження, і громлячи своїх суперників у багатокористувацькій та однокористувацькій гонці, а також в «SpeedLists».

#### Need for Speed: Rivals(2013)
Need for Speed: Rivals анонсована 23 травня 2013 року. Гра розроблялася Ghost Games (раніше EA Gothenburg) у співпраці з Criterion Games і була випущена для PlayStation 4 15 листопада 2013 року, для Microsoft Windows, Xbox 360 і PlayStation 3 19 листопада 2013 року, а потім для Xbox One 22 листопада 2013 року.

#### Need for Speed (2015)
21 травня 2015 року EA і Ghost Games оголосили про повний перезапуск франшизи Need for Speed. Гра планується до випуску восени 2015 року на PC, PlayStation 4 та Xbox One. Перший геймплей гри буде продемонстрований на конференції EA в рамках виставки E3 2015.
Офіційний прес-реліз повідомляє, що «перезапуск Need for Speed 2015 дає те, чого хочуть фани, і те, на чому заснована Need for Speed — просунутий тюнінг, автентична автомобільна культура, нічний відкритий світ і цікавий захоплюючий сюжет».

#### Need for Speed: Payback(2017)
EA спільно з Chost Games випустила Need for Speed: Payback у 2017 році для Microsoft Windows, PlayStation та Xbox One. Гра має однокористувацький офлайн режим на відміну від [[Need for Speed (2015)|попередньої версії. Payback відбувається у Долині Долі. Фокус гри - екстремальне керування автомобілем та має трьох персонажів (кожен з індивідуальним набром умінь), що працюють разом на в умовах, наближених до зйомок фільму екшн, покриваючи собою 24-годинний цикл день-ніч.

#### Need for Speed: Heat (2019)

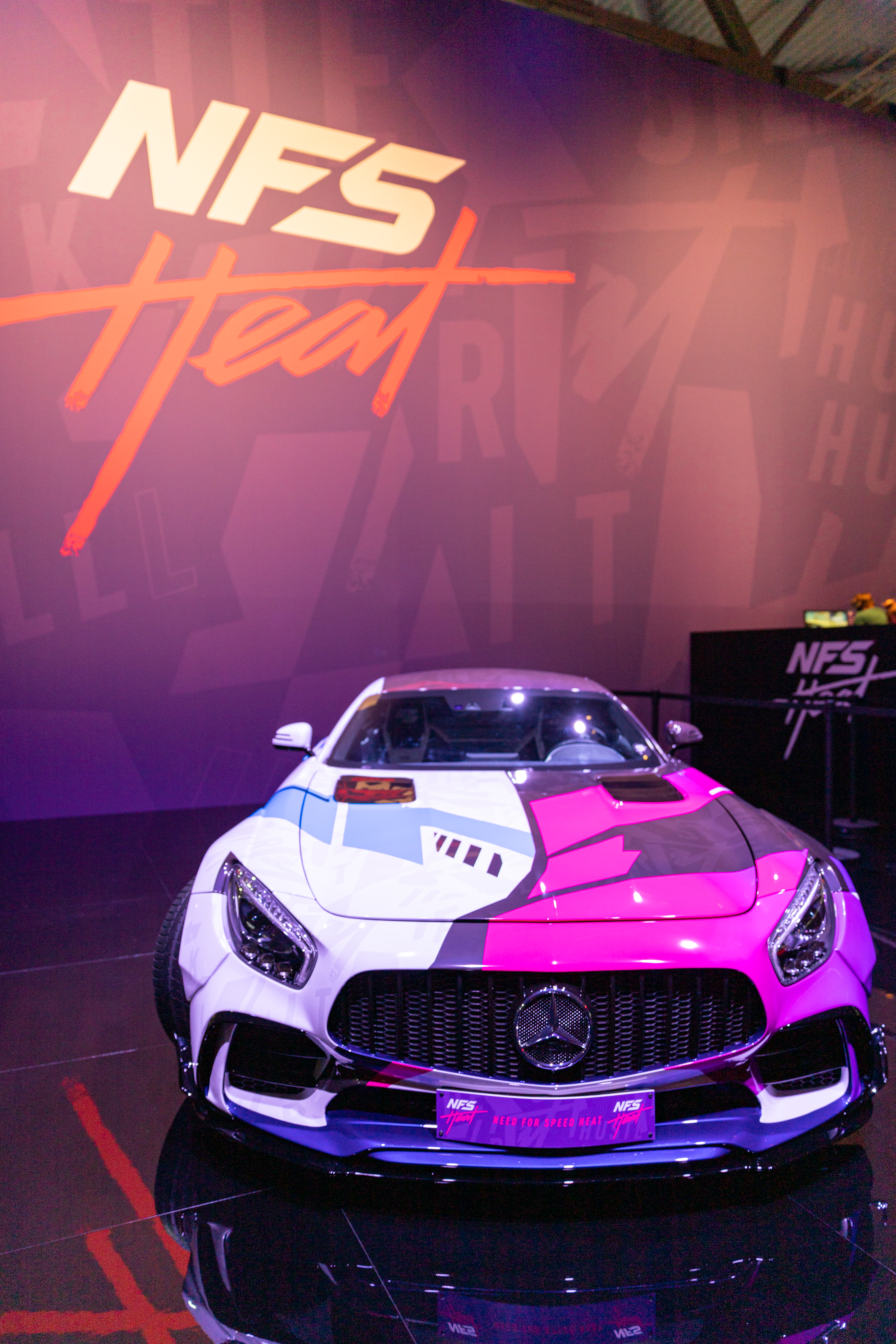
Плакат NFS Heat на Gamescom

Need for Speed Heat була представлена у 2019 для Microsoft Windows, PlayStation 4 та Xbox One. Дія гри відбувається у Палм Сіті. На відміну від попередньої версії, яка передбачала цикл день-ніч, тут пору доби можна змінювати за потреби між денним та нічним режимом, кожний з яких пропонує різні варіанти перегонів та виплат. Heat, подібно до інших версій, має власну систему, що зараховує репутацію гравцю за участь у поліцейських перегонах та більші виплати вночі. Це був останній реліз Ghost Games напередодні їх ліквідації у 2020 та переходу креативних прав на франшизу до Criterion.

#### Need for Speed Unbound (2022)
Випущена Electronic Arts у жовтні 2022, Need for Speed Unbound – розробка Criterion за підтримки Codemasters. Гра має контурне тонування персонажів та автомобільних ефектів, при цьому залишити фотореалістичний вигляд автомобілів, знайомий з попередніх релізів. Карта базується на фантастичному місці Лейкшоре Сіті, що нагадує Сикашл. 2 грудня 2022 року гра стала доступною на PlayStation 5,Xbox Series X/S та ПК. Американський репер ASAP Rocky присутній як персонаж гри за кермом модифікованого Mercedes 190E.

## Екранізація
Кінокомпанія DreamWorks купила права на екранізацію гри. Зйомки фільм а почалися 5 квітня 2013 року в окрузі Мендосино, Каліфорнія. Загальна тривалість зйомок склала 14 тижнів. Фільм за мотивами Need for Speed вийшов у 2014 році.
Це історія Тобі Маршалла, геніального автомеханіка, чиєю єдиною віддушиною є участь у підпільних гонках. Щоб зберегти сімейну майстерню, Тобі змушений взяти в партнери багатого і зарозумілого колишнього гонщика NASCAR Діно Брюстера. Коли справи Тобі нарешті починають йти в гору, Діно підставляє партнера, і Тобі звинувачують у злочині, якого він не скоював. Через два роки Тобі виходить із в'язниці з думкою про помсту. Щоб досягти своєї мети, йому доведеться зробити неможливе і довести, що навіть у світі помітних суперкарів самий непоказний гонщик може фінішувати першим.

### У головних ролях
- Аарон Пол;
- Домінік Купер;
- Імоджен Путс;
- Дакота Джонсон;
- Майкл Кітон;
- Рамон Родрігес;
- Нік Чинланд;
- Скотт Мескада;
- Рамі Малек;
- Харрісон Джілбертсо.

| Бюджет: $66 000 000 | Збори в світі: $184 972 613 |

## Критика
| Гра                                | Середня оцінка Metacritic                                                                                            |
| ---------------------------------- | --- |
| The Need for Speed                 | |
| Need for Speed II                  | (PS1) 71/100 |
| Need for Speed III: Hot Pursuit    | (PS1) 88/100 |
| Need for Speed: High Stakes        | (PS1) 86/100 |
| Need for Speed: Porsche Unleashed  | (PS1) 78/100 (GBA) 62/100                                                                                            |
| Need for Speed: Hot Pursuit 2      | (PS2) 89/100 (Xbox) 75/100 (PC) 73/100 (GC) 68/100                                                                   |
| Need for Speed: Underground        | (PS2) 85/100 (GC) 83/100 (Xbox) 83/100 (PC) 82/100 (GBA) 77/100                                                      |
| Need for Speed: Underground 2      | (PC) 82/100 (PS2) 82/100 (Xbox) 77/100 (GBA) 72/100 (NDS) 65/100.                                                    |
| Need for Speed: Most Wanted (2005) | (X360) 83/100 (Xbox) 83/100 (PS2) 82/100 (PC) 82/100 (GC) 80/100 (NDS) 45/100                                        |
| Need for Speed: Carbon             | (PC) 78/100 (X360) 77/100 (PS3) 75/100 (GC) 75/100 (PS2) 74/100 (Xbox) 74/100 (PSP) 73/100 (NDS) 70/100 (Wii) 67/100 |
| Need for Speed: ProStreet          | (NDS) 74/100 (PS3) 73/100 (X360) 72/100 (PC) 70/100 (PS2) 62/100 (Wii) 61/100 (PSP) 57/100                           |
| Need for Speed: Undercover         | (PC) 65/100 (X360) 64/100 (PS3) 59/100 (NDS) 59/100 (Wii) 54/100 (PSP) 52/100                                        |
| Need for Speed: Shift              | (PS3) 84/100 (X360) 83/100 (PC) 83/100 (PSP) 69/100                                                                  |
| Need for Speed: Nitro              | (NDS) 70/100 (Wii) 69/100                                                                                            |
| Need for Speed: World              | (PC) 62/100 |
| Need for Speed: Hot Pursuit (2010) | (PS3) 89/100 (X360) 88/100 (PC) 86/100 (Wii) 50/100                                                                  |
| Shift 2: Unleashed                 | (PC) 84/100 (X360) 82/100 (PS3) 81/100                                                                               |
| Need for Speed: The Run            | (PC) 69/100 (X360) 68/100 (3DS) 65/100 (Wii) 64/100 (PS3) 64/100                                                     |
| Need for Speed: Most Wanted        | (WiiU) 86/100 (PS3) 84/100 (X360) 84/100 (Vita) 79/100 (PC) 78/100                                                   |
| Need for Speed: Rivals             | (PS3) 82/100 (PS4) 80/100 (XOne) 75/100 (PC) 78/100 (X360) 76/100                                                    |
| Need for Speed: No Limits          | (iOS) 67/100 |
| Need for Speed                     | (PC) 68/100 (PS4) 66/100 (XONE) 65/100                                                                               |